# Лошунов, Иосиф Семёнович
Иосиф Семёнович Лошунов (1856 — 1918) — русский военачальник, генерал-лейтенант.

## Биография

Удостоверение о смерти Лошунова

Родился 5 апреля 1856 года. Православный.
Получил домашнее образование. Затем окончил Рижское пехотное юнкерское училище (1877), откуда был выпущен прапорщиком в 61-й пехотный Владимирский полк.
Чины: подпоручик (1878), поручик (за отличие, 1881), штабс-капитан (за отличие, 1883), капитан (1886), подполковник (за отличие, 1892), полковник (за отличие, 1902), генерал-майор (за отличие, 1911), генерал-лейтенант (за боевые отличия, 1914).
Участвовал в русско-турецкой войне 1877—1878 годов, где был ранен и контужен.
Командовал ротой и батальоном. Командир 5-го кадрового обозного батальона (27.02.1902—01.06.1903). Командир 8-го Красноводского резервного батальона (01.06.1903—23.01.1905). Командир 48-го пехотного Одесского полка (1905—1911).
14 октября 1911 года был назначен командиром 1-й бригады 9-й пехотной дивизии, с которой вступил в Первую мировую войну. Командующий (позже начальник) 9-й пехотной дивизией (13.10.1914—28.04.1917).
28 апреля 1917 года отчислен в резерв чинов при штабе Минского военного округа по болезни.
Умер 16 января 1918 года от сердечной недостаточности в Полтавском госпитале Красного креста № 7.

## Семья

Лошунов с женой и детьми

Был женат на Марии Потоцкой-Пилява, имел двоих детей:
- Лошунов, Иосиф Иосифович (фр. Joseph de Lochounoff; умер 17 сентября 1977 во Франции, похоронен на кладбище в Нотр-Дам-де-Граваншон, департамент Приморская Сена). Корнет гусарского Мариупольского полка, лейтенант французской армии, инженер. Окончил Полтавский кадетский корпус. Учился в Николаевском кавалерийском училище. Участник Первой мировой и Гражданской войн. Эвакуировался в Югославию, позже перебрался во Францию. Работал инженером в фирме «Esso». Участник Второй мировой войны в рядах французской армии (1939—1945). Награждён Военным крестом.
- Лошунов, Николай Иосифович (фр. Nicolas de Lochounoff; умер до 1965). Окончил Полтавский кадетский корпус. Учился в Николаевском кавалерийском училище. Корнет 4-го гусарского полка. Воевал в ВСЮР и Русской Армии — юнкер кавалерии до эвакуации из Крыма. Эвакуирован из Севастополя на корабле «Херсонес». Находился в эмиграции во Франции.

## Награды

Сертификат о награждении орденами Святого Георгия и Почетного легиона

- Награждён российскими орденами Св. Анны 4-й степени (1878); Св. Станислава 3-й степени с мечами и бантом (1879); Св. Анны 3-й степени с мечами и бантом (1879); Св. Станислава 2-й степени (1890); Св. Анны 2-й степени (1894); Св. Владимира 4-й степени с бантом (1900); Св. Владимира 3-й степени (1907); Св. Станислава 1-й степени (1912); мечи к Св. Станислава 1-й ст (ВП 26.01.1916), а также награждён орденами Св. Георгия 4-й (25 сентября 1914) и 3-й (3 июня 1916) степеней.

Иностранные:
- румынский Железный крест (1878);
- французский Орден Почётного легиона.

## Интересный факт
В своей жизни генерал Лошунов сталкивался с российским царем Николаем II.